# Donnelly Rhodes

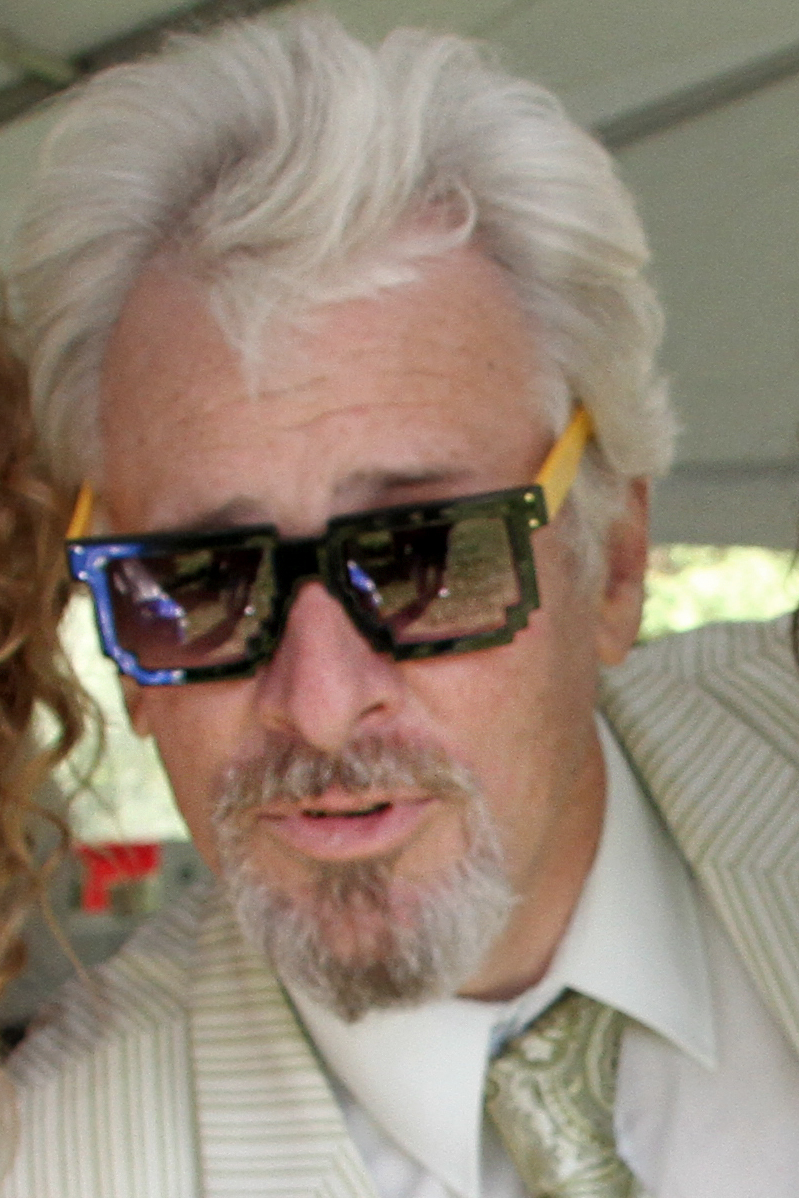
Donnelly Rhodes (2012)

Donnelly Rhodes (* 4. Dezember 1937 in Winnipeg, Manitoba; † 8. Januar 2018 in Maple Ridge, British Columbia) war ein kanadischer Schauspieler.

## Karriere
Bereits in seiner Dienstzeit bei der Royal Canadian Air Force versuchte sich Donnelly Rhodes als Theaterschauspieler. Nach seiner Ausbildung am Manitoba Theatre Center und der National Theatre School kam er 1963 an das Stratford Festival-Theater. Dort spielte er in Tennessee Williams’ Endstation Sehnsucht die Hauptrolle des Stanley Kowalski.
Im Laufe seiner über 50 Jahre andauernden Karriere als Schauspieler trat Rhodes in vielen Filmen und Serien in Erscheinung, so war er im Jahr 1969 neben Paul Newman und Robert Redford in Zwei Banditen zu sehen. Es folgten Engagements in Serien wie Soap – Trautes Heim (1978–1981), Polizeirevier Hill Street (1982–1983), Double Trouble (1984–1985) oder Danger Bay (1985–1990). In der kanadischen Fernsehserie Da Vinci’s Inquest spielte er von 1998 bis 2005 in über 90 Folgen die Rolle des Detective Leo Shannon.
Von 2004 bis 2009 war Rhodes als Doktor Cottle in der Military-Science-Fiction-Serie Battlestar Galactica in insgesamt 36 Folgen zu sehen. 2010 spielte er in Tron: Legacy den Großvater der Hauptperson Sam Flynn. In den vom Fernsehsender The CW ausgestrahlten Arrowverse-Serien The Flash und Legends of Tomorrow war Rhodes im Jahr 2016 das letzte Mal als Schauspieler zu sehen. In je einer Folge spielte er die Rolle des Agent Smith.
Donnelly Rhodes starb am 8. Januar 2018 im Baillie House Hospice in Maple Ridge an den Folgen einer Krebserkrankung.

## Filmografie (Auswahl)
- 1969: Zwei Banditen (Butch Cassidy und Sundance Kid)
- 1969: Kobra, übernehmen Sie (Mission Impossible, Fernsehserie, Folge „The Freeze“)
- 1973: Die Odyssee der Neptun (The Neptune Factor – An Undersea Odyssey)
- 1973: The New Perry Mason (Fernsehserie, 1 Folge)
- 1978–1981: Soap – Trautes Heim (Soap, Fernsehserie, 38 Folgen)
- 1980: Ein Himmelhund von einem Schnüffler (Oh Heavenly Dog)
- 1982–1983: Polizeirevier Hill Street (Hill Street Blues, Fernsehserie, 3 Folgen)
- 1984–1985: Double Trouble (Fernsehserie, 9 Folgen)
- 1985–1990: Danger Bay (Fernsehserie, 122 Folgen)
- 1987: Golden Girls (Fernsehserie, eine Folge)
- 1992: The Heights – Rockin’ Friends (The Heights, Fernsehserie, 12 Folgen)
- 1994, 1996: Akte X – Die unheimlichen Fälle des FBI (The X-Files, Fernsehserie, 2 Folgen)
- 1998–2005: Da Vinci’s Inquest (Fernsehserie, 91 Folgen)
- 1999: Verhängnisvolle Vergangenheit (A Murder on Shadow Mountain, Fernsehfilm)
- 2002: Snowdogs – Acht Helden auf vier Pfoten (Snow Dogs)
- 2004–2009: Battlestar Galactica (Fernsehserie, 36 Folgen)
- 2005; 2013: Supernatural (Fernsehserie, 2 Folgen)
- 2007: Loch Ness – Die Bestie aus der Tiefe (Beyond Loch Ness, Fernsehfilm)
- 2008: Smallville (Fernsehserie, eine Folge)
- 2009: Damage
- 2010: Hunt to Kill
- 2010: Schwesterherzen – Ramonas wilde Welt (Ramona and Beezus)
- 2010: Der Dämon – Im Bann des Goblin (Goblin, Fernsehfilm)
- 2010: Tron: Legacy
- 2012: Das Ende der Welt – Die 12 Prophezeiungen der Maya (The 12 Disasters of Christmas, Fernsehfilm)
- 2016: The Flash (Fernsehserie, eine Folge)
- 2016: Legends of Tomorrow (DC’s Legends of Tomorrow, Fernsehserie, eine Folge)

## Auszeichnungen
Donnelly Rhodes wurde 2002 für seine Rolle in Da Vinci’s Inquest mit einem Gemini Award ausgezeichnet. Bereits in den Jahren 1988, 1999 und 2000 war er für diesen Preis nominiert worden. 2006 wurde er mit dem Earle Grey Award für sein Lebenswerk ausgezeichnet.